# Daniella Kertesz
Daniella Kertesz (Ramat Hasharon, 11 de março de 1989) é uma atriz israelense. É mais conhecida por seu papel no filme "World War Z" de 2013. 

## Filmografia
| Filmes | Filmes          | Filmes              | Filmes |
| ------ | --------------- | ------------------- | ------ |
| Ano    | Título Original | Título Em Português | Papel  |
| 2013   | World War Z     | Guerra Mundial Z    | Segen  |
| 2015   | AfterDeath      | AfterDeath          | Onie   |